# Edelhoff-Stift

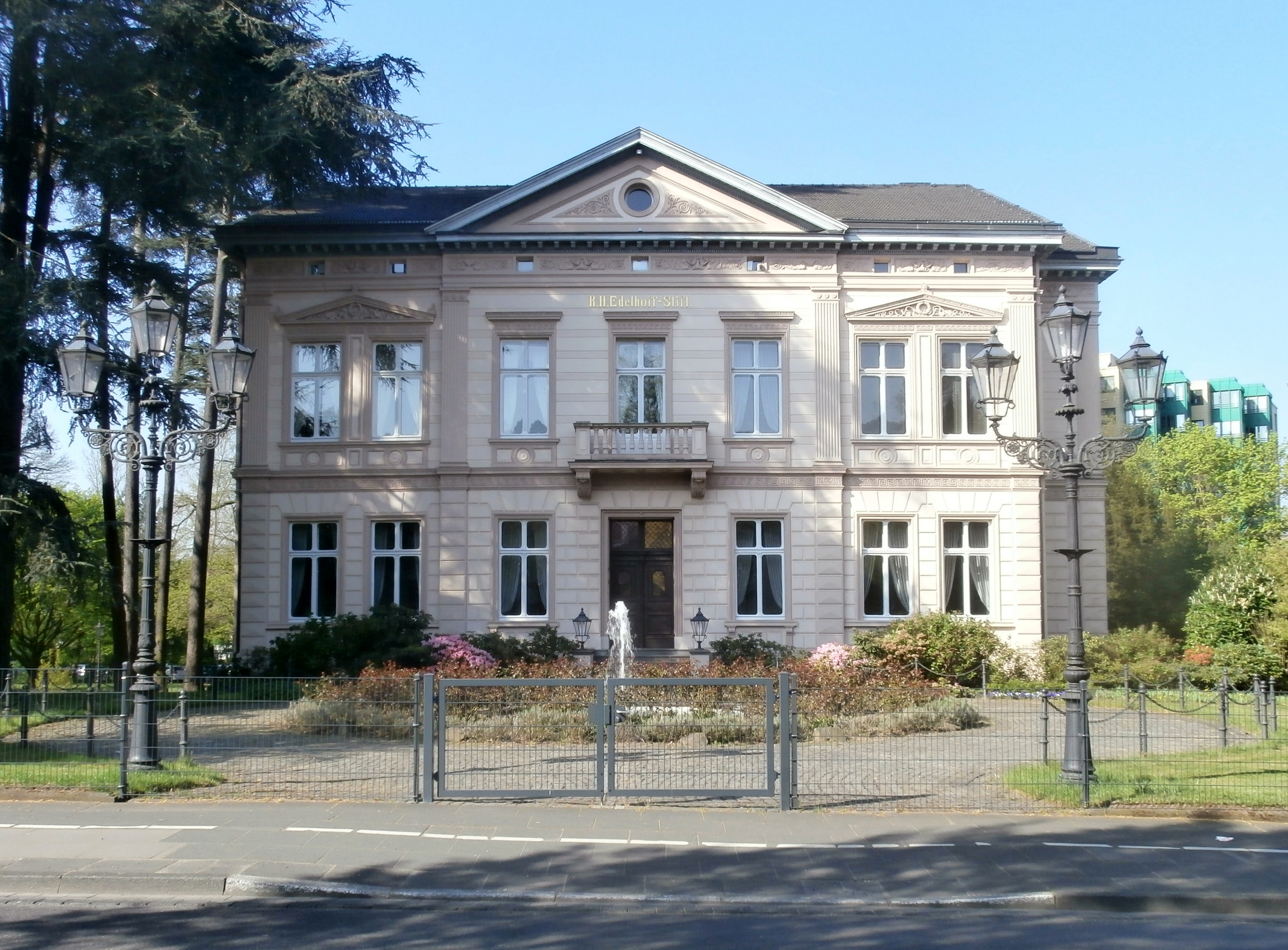
Edelhoff-Stift, Straßenseite (2015)

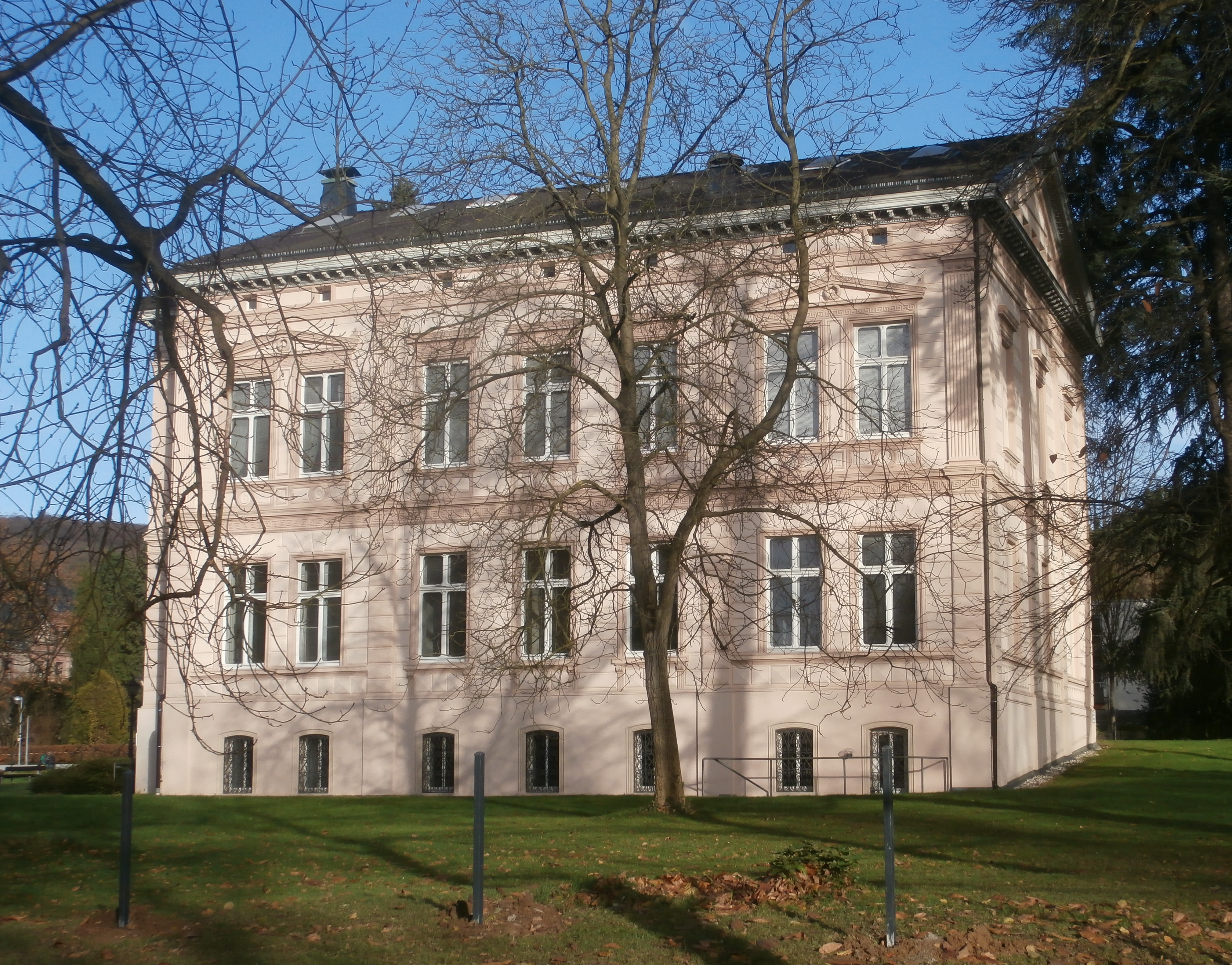
Rück- bzw. Parkseite (2013)

Das Edelhoff-Stift (eigentlich R.H. Edelhoff-Stift) ist eine spätklassizistische Villa in Bad Honnef, einer Stadt im nordrhein-westfälischen Rhein-Sieg-Kreis, die um 1870 errichtet wurde. Sie steht als Baudenkmal unter Denkmalschutz.

## Lage
Das Edelhoff-Stift liegt im nördlichen Bereich des Stadtzentrums an der Hauptstraße (Hausnummer 8) nördlich der Straße Am Spitzenbach sowie am Ostrand des Parks Reitersdorf, der die Ruine der Burg Reitersdorf beherbergt. Schräg gegenüber befindet sich nordöstlich das Hölterhoffstift.

## Geschichte
Die Villa entstand um 1870 als Sommer-Wohnsitz des aus Düsseldorf stammenden Ehepaars Matthias Heinrich (1823–1916) und Charlotte Göring, das sich in der evangelischen Kirchengemeinde Honnefs engagierte – ersterer ab 1876 als Kirchmeister:266. Nach dem Tod Görings, der unter anderem aufgrund einer dreifachen Stiftung an die Armenverwaltung:271 noch zu Lebzeiten zum Ehrenbürger der Stadt ernannt worden war, im Jahre 1916 ging das Anwesen in den Besitz des Industriellen Richard Heinrich Edelhoff, zuvor Eigentümer einer benachbarten Villa, über. Edelhoff überließ bzw. stiftete das Gebäude seiner Heimatstadt Remscheid zur Einrichtung eines Erholungsheims für Kinder:272, das dort bis zum Zweiten Weltkrieg betrieben wurde. Der Nordteil der Villa erlitt erhebliche Kriegsschäden.
Seit 1964 befand sich die Villa, nun Edelhoff-Stift genannt, im Eigentum der Stadt Bad Honnef. Nach einer Sanierung 1976/1977 diente sie, in unmittelbarer Nachbarschaft zur 1969 in Betrieb gegangenen Kurklinik Drachenfels gelegen, als sog. Haus des Kurgastes mit einem Behandlungszentrum. Die Kurklinik wurde 1983 geschlossen und bis 1984 in ein Altenheim in privater Trägerschaft umgebaut, dessen Betreibergesellschaft auch die Villa erwarb und nach einer erneuten Renovierung als Verwaltungsgebäude nutzte. Die Eintragung der Villa in die Denkmalliste der Stadt Bad Honnef erfolgte am 11. August 1983. Seit 2009 steht das Edelhoff-Stift in Folge des Umzugs des Altenheim-Betreibers zum Verkauf. Anfang 2014 wurde der vormals öffentlich zugängliche Park aus Gründen der Verkehrssicherungspflicht eingezäunt.

## Architektur
Das Edelhoff-Stift ist eine zweigeschossige, freistehende Villa in Formen der italienischen Renaissance und des Klassizismus. Die Frontseite der Villa umfasst sieben Achsen und einen Mittelrisalit, der durch einen Dreiecksgiebel abgeschlossen wird. Das Gebäude weist im Obergeschoss eine Pilastergliederung auf, außerdem einen Mäanderfries und Dachgesimse. Die Innenausstattung ist mit Treppenhaus, Stuckdecken und Parkettböden überwiegend im ursprünglichen Zustand erhalten. Vor dem Eingang befindet sich ein Springbrunnen.